# Paromalus teres
Paromalus teres är en skalbaggsart som beskrevs av J. L. Leconte 1878. Paromalus teres ingår i släktet Paromalus och familjen stumpbaggar. Inga underarter finns listade i Catalogue of Life.